# Lycosa poliostoma
Lycosa poliostoma är en spindelart som först beskrevs av Carl Ludwig Koch 1847.  Lycosa poliostoma ingår i släktet Lycosa och familjen vargspindlar. Inga underarter finns listade i Catalogue of Life.